# Takeshi Kaneshiro
Takeshi Kaneshiro (金城 武, Kaneshiro Takeshi, Pinyin: Jīn Chéngwŭ) este un actor, model și cântăreț japonezo-taiwanez.

## Biografie
Takeshi Kaneshiro s-a născut la 11 octombrie 1973 în Taipei, Taiwan, dintr-un tată japonez și o mamă taiwaneză. 
A urmat pentru scurt timp o școală taiwaneză unde a avut probleme legate de originea sa metisă. Ca urmare a acestor probleme, s-a înscris la școala americană din Taipei, devenind, încetul cu încetul, poliglot. 
Debutează în reclame televizate, iar în 1992, scoate un prim album pop, Heartbreaking Night, sub pseudonimul Aniki (în japoneză 兄貴 însemnând: Fratele mai mare). După ce scrie câteva cântece în mandarină și cantoneză pentru EMI, părăsește cariera muzicală pentru cea de actor.
Primul său film este Executioners (1993), dar recunoașterea i-o aduce Chungking Express, unul din filmele cele mai bune ale lui Wong Kar-wai. Marele regizor din Hong Kong va continua colaborarea cu Takeshi, el jucând un rol principal în comedia Îngeri căzuți (1995).  
Cu o popularitate întărită local de apariția într-un serial de televiziune (God, Please Give Me More Time) și în spoturi comerciale pentru firme ca Prada, Ericsson, Mitsubishi, Sony etc., devenit model al personajului principal din jocurile Onimusha: Warlords și Onimusha 3, joacă în pelicule diferite ca gen precum filmul de acțiune Returner și comedia romantică Turn Left, Turn Right.
Cea mai importantă realizare a sa de până acum este însă rolul Jin din superbul film al lui Zhang Yimou, Casa pumnalelor zburătoare (2004).

## Trivia
Takeshi Kaneshiro este supranumit, pentru imaginea sa romantico-rebelă, un „Johnny Depp al Asiei”.
Are încă doi frați. 
Cunoaște foarte bine japoneza, mandarina, taiwaneza, engleza și cantoneza și de aceea poate turna în foarte multe țări asiatice.
Locuiește în acest moment în Tokyo. 
Despre filmările în zăpadă din Casa pumnalelor zburătoare: „Povestea este în întregime o dramă. Dacă am de intrat pe o ușă, asta nu e o dramă. Dar dacă ușa e închisă, se produce o schimbare, avem o dramă. Tot astfel și cu zăpada, chiar dacă a fost o muncă grea, a slujit realmente dramei. Zăpada n-a fost planificată, firește că nu, dar a fost un dar măreț”.
Despre Hollywood: „[Un film cu] buget mare nu înseamnă că e bun. E mai important ca scenariul să fie bun sau regizorul să fie cineva cu care să vrei să lucrezi. La Hollywood, nu cred că sunt prea multe roluri bune pentru asiatici”.
Despre posteritate: „Să fiu uitat... N-are sens. Dacă s-a terminat, să se termine”.

## Filmografie
1. The Battle of Red Cliff (John Woo, 2008)
2. Tau ming chong / 投名状 / Warlords (Peter Chan, 2007)
3. Seung sing / 傷城 / Confession of Pain (Wai Keung Lau, Siu Fai Mak, 2006)
4. Ru guo · Ai / 如果·愛 / Perhaps Love (Peter Chan, 2005)
5. Shi mian mai fu / 十面埋伏 / House of Flying Daggers (Zhang Yimou, 2004)
6. Heung joh chow heung yau chow / 向左走·向右走 / Turn Left, Turn Right (Mike Lui, Wai Ka-Fai, 2003)
7. Ritana / リターナー / Returner (Takashi Yamazaki, 2002)
8. Supêsutoraberâzu / Space Travelers (Katsuyuki Motohiro, 2000)
9. Fan yi cho / Lavender (Riley Yip, 2000)
10. Sam dung / 心動 / Tempting Heart (Sylvia Chang, 1999)
11. Fuyajo / Sleepless Town (Lee Chi-Ngai, 1998)
12. Ngon na ma dak lin na / 安娜瑪德蓮娜 / Anna Magdalena (Yee Chung-Man, 1998)
13. Too Tired to Die (Jin Won-seok, 1998)
14. Ma Wing Ching / Hero (Corey Yuen, 1997)
15. San tau dip ying / Downtown Torpedoes (Teddy Chan, 1997)
16. Choh chin luen hau dik yi yan sai gaai / First Love: The Litter on the Breeze (Eric Kot, 1997)
17. Liang ge zhi neng huo yi ge / The Odd One Dies (Patrick Yau, 1997)
18. Misty (Kenki Saegusa, 1996)
19. Tian ya hai jiao / 天涯海角 / Lost and Found (Lee Chi-Ngai, 1996)
20. Mo him wong / Dr. Wai in 'The Scripture with No Words' (Tony Ching, 1996)
21. Sei goh bat ping faan dik siu nin / Forever Friends (Chu Yin-Ping, 1996)
22. Zhong qing ai qing gan jue / Feeling of Love (Chu Yin-Ping, 1996)
23. Duo luo tian shi / 墮落天使 / Fallen Angels (Wong Kar-wai, 1995)
24. Mou mian bei / Don't Give a Damn (Sammo Hung, 1995)
25. Xin za shi xiong zhu nu zi / Young Policemen in Love (Chu Yin-ping, 1995)
26. La bi xiao xiao sheng / Trouble Maker (Chu Yin-Ping, 1995)
27. Xue xiao ba wang / School Days (Chu Yin-Ping, 1995)
28. Zhong Guo long / China Dragon (Chu Yin-Ping, 1995)
29. Chung Hing sam lam / 重慶森林 / Chungking Express (Wong Kar-wai, 1994)
30. Chen mo de gu niang / Wrath of Silence (Frankie Chan, 1994)
31. Ren yu chuan shuo / Mermaid Got Married (Kent Cheng, 1994)
32. Bao gao ban zhang 3 / No Sir (Chu Yin-Ping, 1994)
33. Xian dai hao xia zhuan / Executioners (Johnnie To Kei-Fung, 1993)

Seriale:
1. Gôruden bouru / ゴールデンボウル / The Golden Bowl (2002)
2. 2000-nen no koi / 二千年の恋 / Love 2000 (2000)
3. Kamisama mousukoshi dake / 神様、もう少しだけ / God, Please Give Me More Time (1998)